# Municipio de Pittston
El municipio de Pittston  (en inglés: Pittston Township) es un municipio ubicado en el condado de Luzerne en el estado estadounidense de Pensilvania. En el año 2000 tenía una población de 3450 habitantes y una densidad poblacional de 92.7 personas por km².

## Geografía
El municipio de Pittston se encuentra ubicado en las coordenadas 41°18′00″N 75°42′59″O / 41.30000, -75.71639.

## Demografía
Según la Oficina del Censo en 2000 los ingresos medios por hogar en la localidad eran de $41,339 y los ingresos medios por familia eran $47,933. Los hombres tenían unos ingresos medios de $32,013 frente a los $22,077 para las mujeres. La renta per cápita para la localidad era de $18,660. Alrededor del 11,6% de la población estaban por debajo del umbral de pobreza.